# Kleine slakrups
De kleine slakrups (Heterogenea asella) is een nachtvlinder uit de familie van de slakrupsvlinders (Limacodidae).

## Beschrijving
De voorvleugellengte bedraagt tussen de 5 en 7 millimeter bij de mannetjes en 7 tot 9 millimeter bij de vrouwtjes. De grondkleur van de vleugels is bruin. De voorvleugels zijn min of meer driehoekig met een sterk gebogen costa. In rust worden de vleugels in een dakvorm gehouden.

## Levenscyclus
De kleine slakrups gebruikt de beuk en soms eiken als waardplanten. De rups is te vinden van augustus tot mei en overwintert in het laatste stadium in een op een gal lijkende cocon. De vlinder kent één jaarlijkse generatie die vliegt van eind mei tot halverwege juli.

## Voorkomen
De soort komt verspreid over een groot deel van het Palearctisch gebied voor. De kleine slakrups is in Nederland een zeldzame soort die voorkomt op de Veluwe en in Twente. In België is het een zeer zeldzame soort.
De habitat bestaat uit bos met de waardplanten.